# Sieńki (rejon brzostowicki)
Sieńki, Sinki (biał. Сінькі; ros. Синьки) – wieś na Białorusi, w obwodzie grodzieńskim, w rejonie brzostowickim, w sielsowiecie Brzostowica.
W dwudziestoleciu międzywojennym wieś leżała w Polsce, w województwie białostockim, w powiecie grodzieńskim, w gminie Brzostowica Mała.
Według Powszechnego Spisu Ludności z 1921 roku zamieszkiwało tu 100 osób, 1 były wyznania rzymskokatolickiego a 99 prawosławnego. Jednocześnie 86 mieszkańców zadeklarowało polską przynależność narodową a 14 białoruską. Było tu 18 budynków mieszkalnych.